# Сант'Антонио Абате
Сант'Анто̀нио Аба̀те (на италиански: Sant'Antonio Abate; на неаполитански: Sant'Antuono, Сант'Антуонъ) е град и община в Южна Италия, провинция Неапол, регион Кампания. Разположен е на 20 m надморска височина. Населението на общината е 24 129 души (към 2010 г.).